# Beta (cohete)
Beta (acrónimo en alemán para Ballistisches Einstufiges Träger-Aggregat, Vehículo Portador Balístico de una Etapa) fue un estudio de 1969 hecho por Dietrich Koelle sobre un vehículo automático reutilizable de una sola etapa que utilizaría la tecnología de la época y capaz de llevar hasta dos toneladas de carga a órbita. Habría sido posible añadir un módulo tripulado para la realización de ciertas operaciones en órbita.

## Versiones

### Beta
Beta tendría una forma general de cono bajo, con el centro de gravedad bajo y con un escudo térmico para la reentrada, que también funcionaría como adaptador para las toberas para aumentar su eficiencia. Habría utilizado 12 o más pequeños motores alimentados por LH2 y LOX colocados fijamente alrededor del escudo térmico. También habría tenido seis patas retraíbles para usar en la fase final del descenso.
Habría usado un único gran tanque de hidrógeno líquido rodeado por un toro en el que habría almacenado oxígeno líquido en múltiples pequeños tanques. El control de dirección se haría modificando el impulso individual de cada uno de los motores, sin necesidad de moverlos. La carga habría ido en la parte superior del vehículo, dentro de una cofia. El descenso final se haría utilizando sólo 4 de los motores.
Dado que se trataría de un vehículo de etapa única, sin etapas o partes que liberar durante el ascenso, podría haberse lanzado desde cualquier lugar de Europa, y el uso del aterrizaje vertical lo habría dotado de la posibilidad de abortar en cualquier momento del vuelo. Debido a las particularidades que presenta la optimización de la trayectoria de los vehículos monoetapa, la aceleración en el despegue debería haber sido mayor que en un vehículo multietapa, en concreto de 1,5 g. En cualquier caso la aceleración durante el vuelo nunca habría superado 3,5 g.
Después de alcanzar órbita, permanecería en ella hasta haber realizado su función y desaceleraría utilizando cuatro motores, iniciando la reentrada. Dentro de la atmósfera se alcanzaría una velocidad de descenso de sólo 70 m/s, hasta realizar la aproximación final y aterrizaje sobre las patas.

#### Especificaciones
- Carga útil: 2000 kg a LEO (90 km de altura, 6 grado de inclinación orbital).
- Empuje en despegue: 2000 kN
- Masa total: 129.500 kg
- Diámetro: 7,65 m
- Longitud total: 48 m
- Envergadura: 10 m

### Beta II
Revisión de 1986 utilizando un análisis de trayectoria más sofisticado que sugería la posibilidad de una menor velocidad total para alcanzar órbita, pudiendo elevar 15 toneladas de carga utilizando un vehículo con un peso de 460 toneladas.

#### Especificaciones
- Carga útil: 18.000 kg a LEO (90 km de altura, 6 grado de inclinación orbital).
- Empuje en despegue: 10.000 kN
- Masa total: 600.000 kg

### Beta III
Revisión de 1996 en el que se concebía al Beta III como vehículo para transportar cargas a la Estación Espacial Internacional y como vehículo para turismo espacial. A este último concepto se le denominó Beta III/STV-100 y habría consistido en un vehículo Beta de 780 toneladas de peso con una cabina para 100 pasajeros, de 6,5 m de diámetro y dividida en tres niveles, cada una con 34 asientos situados circularmente para optimizar la visión de los pasajeros. El centro estaría ocupado por un cilindro en el cual poder moverse en gravedad cero. La aceleración en el despegue sería de 1,4 g.

#### Especificaciones
- Carga útil: 17.000 kg a LEO (90 km de altura, 6 grado de inclinación orbital).
- Empuje en despegue: 1070 kN
- Masa total: 780.000 kg

### Beta IV
Versión mejorada del Beta II, diseñada entre 1986 y 1993. En su último diseño podía cargar unas 18 toneladas de carga útil.

#### Especificaciones
- Carga útil: 100.000 kg a LEO (90 km de altura, 6 grado de inclinación orbital).
- Empuje en despegue: 27.500 kN
- Masa total: 2.000.000 kg